# Alphabeat
Alphabeat was een Deense popband. Hun single Fascination was een grote hit in Denemarken in de zomer van 2007. In maart 2008 verscheen de single ook in Nederland en is afkomstig van hun debuutalbum This Is Alphabeat. Alle bandleden komen oorspronkelijk uit Denemarken, maar wonen nu in het Engelse Londen. Nadat Alphabeat het aanbod van de Spice Girls had afgeslagen om in hun voorprogramma te spelen, verzorgden zij in november 2007 het voorprogramma van Mika tijdens een gedeelte van zijn Europese tour, onder andere in Amsterdam en Brussel. Ten tijde van het aanbod van de Spice Girls vond Alphabeat dat zij nog niet klaar waren voor het grote publiek.
In 2009 won Alphabeat een EBBA Award. Op 16 oktober 2021 gaven ze hun laatste show en enkele maanden later zeiden ze een comeback niet uit te sluiten.

## Bandleden
- Anders SG – zang
- Stine Bramsen – zang
- Anders B – gitaar
- Rasmus Nagel – keyboard
- Anders Reinholdt – basgitaar
- Troels Hansen – drums

## Discografie

### Albums
| Album                      | Verschijnen   | Label     | Hitlijsten | Hitlijsten | Hitlijsten | Hitlijsten | Hitlijsten | Opmerkingen |
| Album                      | Verschijnen   | Label     | BE (VL)    | BE (VL)    | NL         | NL         | GB         | Opmerkingen |
| Album                      | Verschijnen   | Label     | Piek       | Weken      | Piek       | Weken      | Piek       | Opmerkingen |
| -------------------------- | ------------- | --------- | ---------- | ---------- | ---------- | ---------- | ---------- | ----------- |
| Napster Live Sessions EP   | 2008          | EMI       | —          | —          | —          | —          | 91         | Ep          |
| This Is Alphabeat          | 30 mei 2008   | EMI       | 63         | 2          | 28         | 16         | 10         | Studioalbum |
| The Spell / The Beat Is... | 12 maart 2010 | Universal | —          | —          | 96         | 1          | 39         | Studioalbum |

### Singles
| Lied                | Verschijnen      | Album                      | Hitlijsten | Hitlijsten | Hitlijsten | Hitlijsten | Hitlijsten  | Hitlijsten  | Hitlijsten   | Hitlijsten   | Hitlijsten | Hitlijsten | Opmerkingen                  |
| Lied                | Verschijnen      | Album                      | BE (VL)    | BE (VL)    | BE (WA)    | BE (WA)    | NL (Top 40) | NL (Top 40) | NL (Top 100) | NL (Top 100) | GB         | DE         | Opmerkingen                  |
| Lied                | Verschijnen      | Album                      | Piek       | Weken      | Piek       | Weken      | Piek        | Weken       | Piek         | Weken        | Piek       | Piek       | Opmerkingen                  |
| ------------------- | ---------------- | -------------------------- | ---------- | ---------- | ---------- | ---------- | ----------- | ----------- | ------------ | ------------ | ---------- | ---------- | ---------------------------- |
| Fascination         | 3 maart 2008     | This Is Alphabeat          | 2          | 19         | tip15      | —          | 4           | 21          | 8            | 23           | 6          | 45         | 3FM Megahit / Goud in België |
| Ten Thousand Nights | 18 mei 2008      | This Is Alphabeat          | tip6       | —          | —          | —          | 24          | 12          | 61           | 9            | 16         | —          |                              |
| Boyfriend           | 17 november 2008 | This Is Alphabeat          | tip14      | —          | —          | —          | 12          | 9           | 71           | 1            | 15         | —          | Alarmschijf                  |
| What Is Happening   | 21 november 2008 | This Is Alphabeat          | —          | —          | —          | —          | tip10       | —           | —            | —            | —          | —          |                              |
| Hole in My Heart    | 2008             | The Spell / The Beat Is... | —          | —          | —          | —          | —           | —           | —            | —            | 29         | —          |                              |
| The Spell           | 25 januari 2010  | The Spell / The Beat Is... | tip6       | —          | tip13      | —          | 11          | 11          | 30           | 11           | 20         | —          |                              |
| Vacation            | 2012             | Express Non-Stop           | —          | —          | —          | —          | tip19       | —           | —            | —            | —          | —          |                              |